# ラストレター (映画)
『ラストレター』は、岩井俊二の同名小説を原作とした日本映画。2020年1月17日に公開。主演は松たか子。

## 企画・制作
企画の出発点は、岩井がペ・ドゥナを主演に韓国で撮影した2017年のショートムービー『チャンオクの手紙』。それを長編にしたらどうなるかという想定から企画開発が始まった。脚本を完成させた岩井は、日本・中国・韓国でそれぞれ別の作品として創るというアイデアを思いつき、まず中国において岩井の古くからの友人で同世代のピーター・チャンの尽力により映画『チィファの手紙』の製作が実現して、2018年に中国で公開された。
次いで同2018年に小説版『ラストレター』が出版され、さらに2020年に本作が日本において製作された。岩井の故郷である宮城県を初めて舞台とし、岩井自身の原体験を詰め込んだ集大成となり、初の長編映画『Love Letter』に対するアンサー映画にもなっている。ロケ地は主に仙台市と白石市（滑津大滝のみ七ヶ宿町）で、2018年夏に撮影がおこなわれた。
岩井は「SNSでやり取りできてしまうこの時代にあって、手紙を使った物語は現代においては不可能だと思っていましたが、ある日それを可能にするアイディアを思いついてしまったところからこの物語の構想がスタートしました」と説明している。
主題歌
主題歌を歌う候補として多くのアーティストが挙がる中で、撮影中に岩井がカラオケで歌声を聞いていた森七菜に「試しに」と歌ってもらったところ、そのまま主題歌に抜擢されることとなった。その理由について企画・プロデュースの川村は「少年と少女の間をたゆたうような瑞々しさと、誰にも真似できない力強さがあった」とし、当初より「この映画からどんな音楽が生まれるのか」について話し合っていた監督の岩井が歌詞を書き、音楽を担当する小林が作曲をすることとなった。

## あらすじ
ある7月、宮城県白石市八幡町、岸辺野裕里の実家である遠野家では、姉の遠野未咲のお弔いが行われていた。44歳という若さでの病死に周囲からは悲しみの声が上がるが、彼女の本当の死因は自殺であった。お弔いが終わり、裕里は自身の子供たちを連れて自宅へ帰ろうとするが、娘の颯香は「夏休みだからしばらく従姉妹の鮎美と過ごす」と言い、実家に残ることになる。帰り際、未咲の娘である鮎美から「母宛に高校の同窓会のお知らせが来ている」と相談された裕里は「自分から連絡しておく」とお知らせを受け取り、息子の瑛斗と共に自宅へ戻る。
同総会当日、姉の未咲は7月末に亡くなったと知らせるつもりで会場に行った裕里は、姉の同窓生たちから姉と間違われてしまう。姉は男女問わず人気者であったため人だかりができてしまい、とても否定できる雰囲気ではなくなったため訂正もせず姉として振る舞うことになった挙句、突如指名され壇上でスピーチをする羽目になってしまう。当初の目的を果たせないまま一足先に会場を去り、疲れた顔でバスを待っていると、見知った顔である乙坂鏡史郎が話しかけてきた。「話をしたかったので追いかけてきた」と鏡史郎は言い、飲みなおさないかと誘われるが、ここでも正体は明かさず連絡先だけを交換して別れる。その後、「25年間、ずっと愛していました」とのメッセージが届くが、「オバサンをからかわないでください」と返信する。
帰宅後、夫の宗二郎から同窓会の様子を訊かれ「姉に間違われたけれど訂正できずにスピーチまでさせられた」と話し、風呂へ入る。風呂の間、ダイニングテーブルに置いたスマホに鏡史郎からの通知が届き、文面を読んだ宗二郎は浮気だと誤解して風呂場で裕里を問い詰め、その拍子にスマホが湯船に沈んでしまう。スマホが使えない間に鏡史郎からの連絡が来ていたのではないかと考えた裕里は、「夫があなたからのメッセージで浮気を疑いスマホを壊されたので、もし何かメッセージを送っていても読めていない」と手紙を書き、自身の住所は書かずに未咲の名前で投函する。
ある日、裕里が自宅へ帰ると二頭の大型犬が部屋を歩き回っていた。宗二郎を問い詰めると、次回の漫画の参考資料として試しに飼ってみることにしたと言う。相談もなしの夫の独断に呆れ、世話は誰がするのかと尋ねるが「それは君だよ」と言われてしまう。先日の浮気疑惑の罰であると感じた裕里は、再び住所を書かずに鏡史郎へ手紙を書き、この一件を報告する。加えて、義母の昭子が同窓会の帰りに訪れ、暫く裕里たちの家に泊まることになる。
裕里からの手紙に申し訳なくなった鏡史郎は「やはり僕のせいですかね？話し相手ならいつでも」と返事を書くが、宛先が判らないため高校の卒業アルバムに記してあった未咲の連絡先へと送る。その住所は未咲と裕里の実家であり、現在は裕里の父母と鮎美が暮らしている。訳も分からず鏡史郎からの手紙を受け取った鮎美と颯香は「自分たちが母（伯母）未咲に代わって返事を書こう」と企む。
一方、裕里は昭子の姿が見えないことを心配し、瑛斗と彼の友達2人を連れて犬の散歩がてら近所を捜索する。神社にて、昭子が男性と親しげに話しながら歩いているのを見つけるとこっそりと2人の跡をつけ、男性宅を確認し瑛斗たちを先に帰す。そして裕里が男性宅に戻ると救急車が到着しており、昭子が担架に乗せられ運ばれていた。苦しむ昭子を見て、裕里は慌てて救急車に同乗するが診断はぎっくり腰であった。
その後、鏡史郎には裕里が書いた手紙と、鮎美・颯香の書いた手紙が届くようになる。未咲に成りすました彼女たちから「私とのことをどのくらい覚えていますか？」と聞かれた鏡史郎は、自身が高校三年次に転校してきたこと、一番席が近かったクラスメイトの男子に誘われ生物部に入部し、そこで後輩の裕里に出会ったこと、部活中裕里に「うちの姉は美人で生徒会長でいつも比べられている」と聞かされ、「（マスクの下の）顔を見たことが無い」と言ったら「写真を見ますか？」と自宅に誘われて昔のアルバムを見たこと、その後の帰り道で未咲に出会い、気を利かせた裕里が彼女のマスクを外したため初めて顔を認識し、一目惚れしたことを手紙にしたためる。
退院した昭子は、宗二郎・裕里宅で暫く静養することとなる。昭子から手紙の投函を頼まれた裕里は、宛先である先日の男性宅に届けに行き、義母との話を聞く。昭子は同窓会の折に再会した高校時代の恩師・波止場正三に英語の手紙の添削をしてもらっていたのであった。義母への手紙の返事がないことを心配した裕里が理由を聞くと、ぎっくり腰を起こして倒れそうになった昭子の体を支えようとした際に手を痛め、動かすことができなくなったという。正三の手に巻かれた包帯を見た裕里は、怪我が治るまで代わりに添削を書くことにする。そして、鏡史郎への手紙もここで書くことにした裕里は、正三に許可をとり、正三の住所を連絡先として鏡史郎に教えるが、後日鏡史郎が正三宅にやってきてしまう。突然の訪問に焦る裕里に鏡史郎は、同窓会の時から自身が未咲ではなく裕里と判っていたと話す。そして本当の未咲の様子を訊かれた裕里は、7月末に自殺したことを伝える。実は鏡史郎は大学時代に未咲と付き合っていたが、その後未咲は駆け落ちするように阿藤と結婚していた。
遡ること高校時代、裕里は自身の気持ちを隠して鏡史郎の恋愛相談に乗っていたが、彼に頼まれた未咲宛のラブレターを当人に渡していなかった。
長年思い続けていた未咲が亡くなっていたことを知った鏡史郎は、自身と別れてからの未咲について調べるため、かつて未咲が阿藤と住んでいたアパートを訪ねると、阿藤の現在の連れ合いであるサカエに迎えられる。自身は未咲の知り合いだと話すと阿藤が待つ居酒屋へ案内され、数十年ぶりに彼と再会する。阿藤は未咲と鮎美への仕打ちを後悔するそぶりも見せないどころか、未咲が亡くなったことも知らずにいた。
後日、鏡史郎は廃校となった母校を訪ね、校舎内を撮影する。そして、偶然学校に遊びに来ていた鮎美と颯香を見かけて驚き、声をかける。鮎美は声をかけてきた男が母親の昔の恋人、鏡史郎だと分かり、自宅へ誘う。そこでやっと鏡史郎は未咲に再会し、線香をあげることができたのであった。想いを遂げた鏡史郎は裕里の働く図書館を訪れ、東京へと戻り小説家として再出発することに決めたと告げる。別れ際、裕里は憧れの先輩であった鏡史郎と初めて握手を交わしたことで少女のように喜び、姉がモデルである彼の作品にサインを頼んだ。
物語のラストで、鮎美はこれまで開ける気の起きなかった「母からの手紙」を開封する。

## キャスト
岸辺野裕里（43）
演 - 松たか子、遠野裕里（高校生時代・回想）：森七菜
遠野未咲の妹。夫・宗二郎と娘・颯香、息子・瑛斗の4人暮らし。図書館で働いている。
遠野鮎美（16）
演 - 広瀬すず
高校生。母親である未咲が亡くなったため、祖父母の元に身を寄せている。
遠野未咲（18・回想）
演 - 広瀬すず
裕里の姉。生徒会長を務めており、学校のマドンナ的存在。
岸辺野宗二郎（48）
演 - 庵野秀明
裕里の夫。非常にマイペースな漫画家。裕里と鏡史郎の浮気を疑っている。
岸辺野颯香（14）
演 - 森七菜
裕里と宗二郎の娘。母親を亡くした従姉妹の鮎美を心配し、夏休み中は祖父母の元で過ごすことにした。
岸辺野瑛斗
演 - 降谷凪
裕里と宗二郎の息子。
波止場正三（79）
演 - 小室等
昭子の学生時代の英語科教師。同窓会で昭子と再会して以来交流がある。
岸辺野昭子（72）
演 - 水越けいこ
裕里の義母。正三に英語の手紙の添削を頼んでいる。作中、ぎっくり腰になってしまう。
遠野幸吉
演 - 鈴木慶一
裕里の父。
遠野純子
演 - 木内みどり
裕里の母。
阿藤
演 - 豊川悦司
未咲の元恋人。働かず酒に溺れる典型的なダメ男で、妻子に暴力を振るっていた。
サカエ
演 - 中山美穂
阿藤の同居人。妊娠中だが、飲食店で働いている。未咲のことを知っていた。
乙坂鏡史郎（44）
演 - 福山雅治、高校生時代（18・回想）：神木隆之介
小説家として活動するも、デビュー作以降は全く書けていない。
高校時代、裕里・未咲の高校に転入してきた。

## スタッフ
- 原作：岩井俊二『ラストレター』（文春文庫刊）
- 監督・脚本・編集：岩井俊二
- 音楽：小林武史
- 主題歌：森七菜「カエルノウタ」（Sony Music Labels）[5]
- 製作：市川南
- エグゼクティブプロデューサー：山内章弘
- 企画・プロデュース：川村元気
- プロデューサー：水野昌、臼井真之介
- 撮影監督：神戸千木
- 美術：都築雄二、倉本愛子
- スタイリスト：申谷弘美
- キャスティング：田端利江
- プロダクション統括：佐藤毅
- 配給：東宝
- 製作プロダクション：東宝映画、ロックウェルアイズ
- 製作：「ラストレター」製作委員会（東宝、ロックウェルアイズ、アミューズ、日本映画専門チャンネル、ソニー・ミュージックエンタテインメント、朝日新聞社、毎日新聞社、KDDI、LINE、ローソンエンタテインメント、ひかりTV、日本出版販売、東急エージェンシー、WOWOW、GYAO）

## 受賞歴
- 第42回ヨコハマ映画祭
  - 最優秀新人賞（森七菜、『461個のおべんとう』『青くて痛くて脆い』とあわせて）[9]
- 第44回日本アカデミー賞 新人俳優賞（森七菜）[10]
- 第12回TAMA映画賞 最優秀作品賞
  - 最優秀男優賞（福山雅治、『マチネの終わりに』とあわせて）
  - 最優秀新進女優賞（森七菜、『青くて痛くて脆い』『地獄少女』『最初の晩餐』とあわせて）[11]

## 書籍
- 岩井俊二『ラストレター』（2018年10月25日 文藝春秋 ISBN 978-4-16-390913-4 / 2019年9月3日 文春文庫 ISBN 978-4-16-791346-5）[12]

## 関連作品
- チィファの手紙（原題：你好，之华）……岩井俊二が本作と同じ自身の原作を、本作以前の2018年に中国で映画化した作品。岩井にとっては初の中国映画となった。
- チャンオクの手紙……岩井俊二が本作以前に韓国で撮影した2017年のショートムービー。この作品を長編にしたらどうなるかという想定から企画開発が始まった。